# Biliūnai

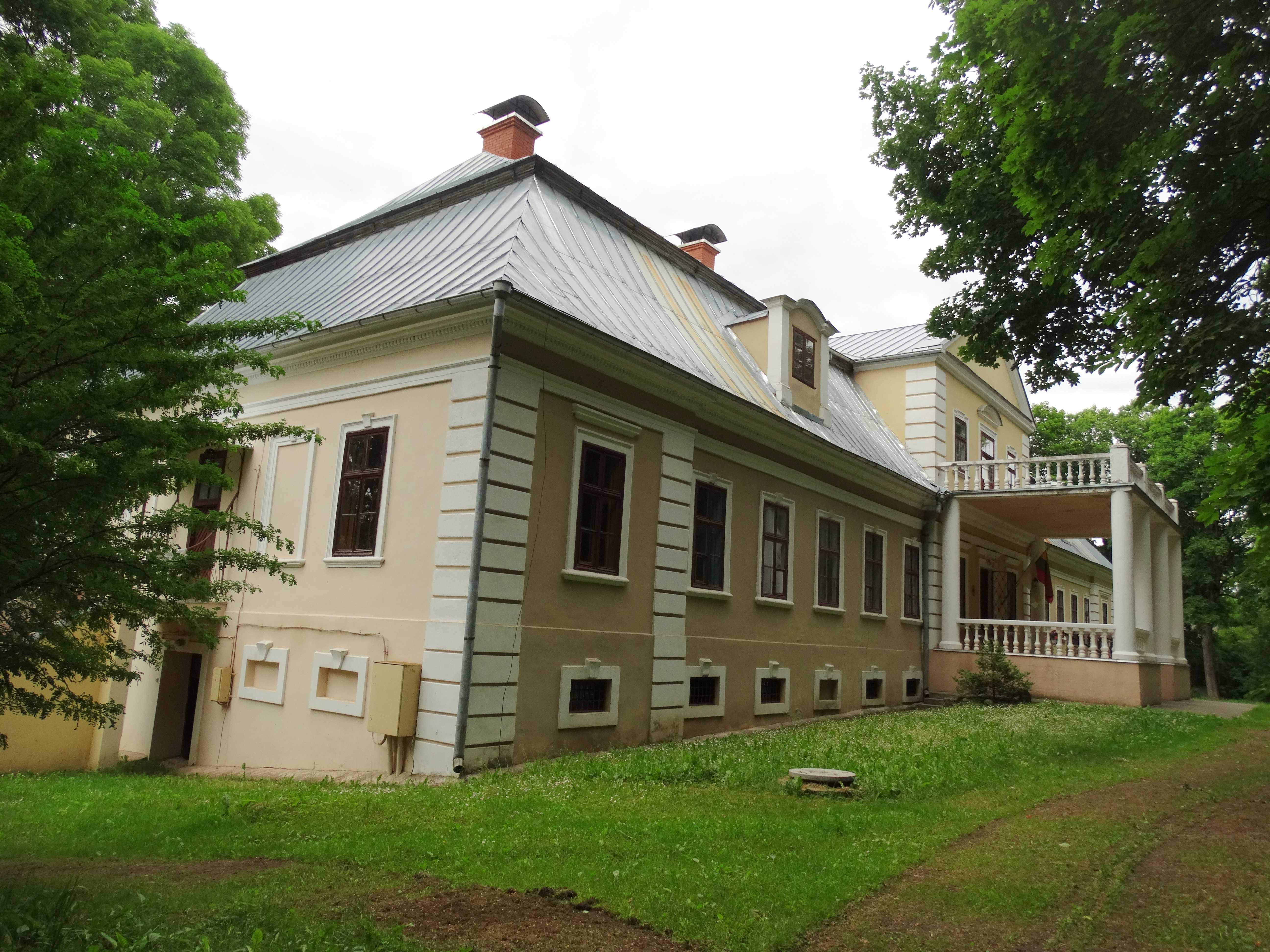
Dwór Billewicze od strony podjazdu (2018)

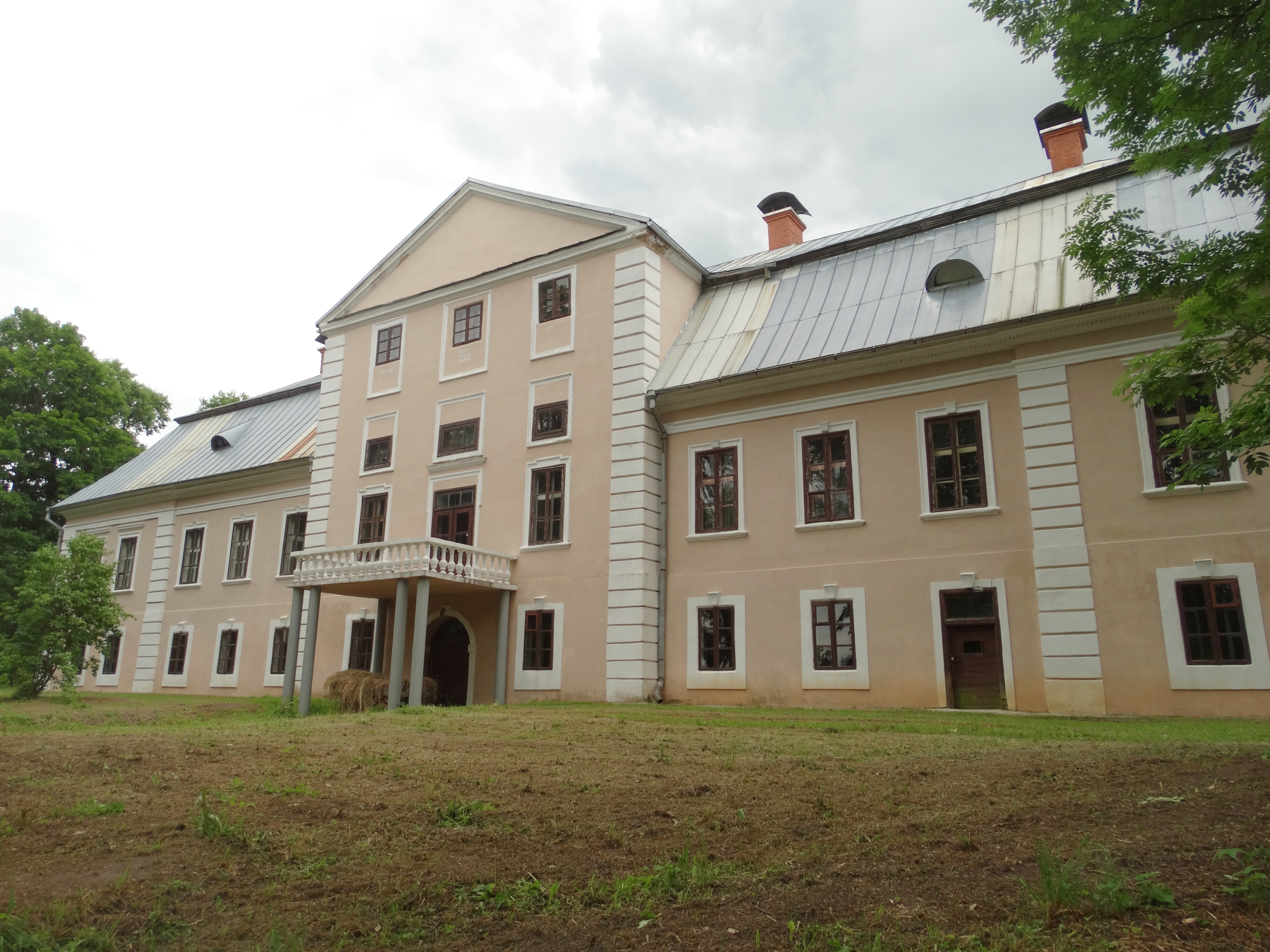
Dwór Billewicze od strony ogrodu (2018)

Biliūnai (hist., pol. Billewicze, Bilewicze) – wieś na Litwie w rejonie rosieńskim okręgu kowieńskiego, 7 km na południowy wschód od Rosieni.

## Historia
Billewicze, dobra nad rzeką Szałtoną, były od XIV wieku prawie cały czas w rękach rodziny Billewiczów herbu Mogiła. Jednym z nich był Jerzy Billewicz (~1510–1544), syn Marcina, starosta żmujdzki. Ostatnim właścicielem z rodu Billewiczów tych dóbr był Józef Billewicz (1770–1850) – marszałek szlachty powiatu rosieńskiego. Ożenił się z Anną Szemiotówną, mieli dwie córki: Urszulę (późniejszą żonę Ludwika Piłsudskiego herbu Kościesza) i Kunegundę (późniejszą żonę Ezechiela Staniewicza). Po jego śmierci majątek Billewicze przeszedł w ręce jego wnuka Juliusza Konstantego Piłsudskiego, żonatego z Olgą von Leventhae. Juliusz, za udział w powstaniu styczniowym, został zesłany na Syberię, a majątek został przekazany przez władze carskie Nikołajowi Daszkowskiemu (Draszkowskiemu). Oficer ten zapisał swój majątek w testamencie swemu koniuszemu Janowi Kamińskiemu, który po jego śmierci władał nim do 1940 roku. Po II wojnie światowej, w czasach sowieckich działał tu szpital, później biura kołchozu, wreszcie mieszkania pracowników kołchozu. Po odzyskaniu niepodległości przez Litwę majątek zreprywatyzowano, przekazując go wnuczce Jana Kamińskiego Bernadet Elenie Kaminskaite-Žagarnauskienė.
Pod koniec XIX wieku majątek liczył 1810 dziesięcin ziemi.
Po III rozbiorze Polski w 1795 roku Billewicze, wcześniej wchodzące w skład Księstwa Żmudzkiego Rzeczypospolitej znalazły się na terenie powiatu rosieńskiego guberni kowieńskiej Imperium Rosyjskiego. W II połowie XIX wieku należały do gminy Mańkuny i parafii Girtakol. 10 października 1920 roku na podstawie umowy suwalskiej przyznano je Litwie, która w okresie 1940–1990, jako Litewska Socjalistyczna Republika Radziecka, wchodziła w skład ZSRR. 

## Demografia wsi
1959 – 57
1970 – 70
1979 – 87
1984 – 83
2001 – 45
2011 – 27.

## Dwór
Pierwszy dwór został tu wzniesiony około 1427 roku. Był przebudowywany w 1515 roku. Dom w obecnej wersji został zbudowany przez Stefana Aleksandra Billewicza w 1699 roku. Stojąc na pochyłości, budynek od strony frontu jest parterowy, na wysokiej podmurówce na planie prostokąta, z widnymi suterenami, natomiast od strony ogrodu dolne piętro jest pełnowymiarowe, tworząc dwukondygnacyjną elewację. Ponadto centralna, trójosiowa część budynku jest podniesiona o jedno piętro. Od strony frontu ta centralna część jest poprzedzona głębokim portykiem o czterech kolumnach dźwigających górny taras facjaty zwieńczonej trójkątnym szczytem. Budynek jest przykryty wysokim łamanym dachem.
Spis inwentarzowy z 1763 roku, poza dworem, wymieniał w folwarku: dwa magazyny zboża, lodownia, browar, stajnia, spichlerz i młyn. Do dzisiejszych czasów przetrwały dwór, spichlerz z dwukolumnowym portykiem wgłębnym z pierwszej połowy XVIII wieku oraz piwnica-lodownia.
W XVIII i XIX wieku dwór gościł wiele wybitnych osób: zatrzymali się tu m.in.: w 1702 roku król Szwecji Karol XII, w 1812 roku mieszkał tu Etienne Jacques Joseph Alexandre Macdonald, marszałek Francji.
Dwór jest otoczony parkiem o powierzchni 31,3 ha, który jest uznany za zabytek. Przed dworem jest niewielka sadzawka z wysepką. W parku rośnie wiele egzotycznych drzew. 
Majątek Billewicze został opisany w 3. tomie Dziejów rezydencji na dawnych kresach Rzeczypospolitej Romana Aftanazego.

## Billewicze wPotopieHenryka Sienkiewicza
Mieszkał tu Tomasz Billewicz, miecznik rosieński, stryj Oleńki Billewiczówny, która schroniła się tu po wyjechaniu z Wodoktów. Tu przyjechał Andrzej Kmicic i tu został ujęty przez oddział Michała Wołodyjowskiego. W wyniku bitwy powstańców księdza Straszewicza z wojskami szwedzkimi dwór i wieś zostały spalone.